# 克拉考欣特尔米伦
克拉考欣特尔米伦是奥地利施蒂利亚州穆劳县的一个市镇。总面积80.93平方公里，总人口585人，人口密度7.2人/平方公里（2005年）。